# Gare de Pipaix
La gare de Pipaix est une ancienne gare ferroviaire belge de la ligne 94, de Hal à Froyennes (frontière) située à Chapelle-à-Wattines, dans la commune de Leuze-en-Hainaut, en région wallonne dans la province de Hainaut.
Elle est mise en service en 1890 par les Chemins de fer de l’État belge et ferme à tous trafics en 1984.

## Situation ferroviaire
La gare de Pipaix était située au point kilométrique (PK) 53,5 de la ligne 94, de Hal à Froyennes (frontière) entre la gare de Leuze et celle, fermée, de Barry-Maulde.

## Histoire
La ligne de Tournai à Ath se prolongeant vers Jurbise est mise en service en 1847-48 par la Compagnie du chemin de fer de Tournay à Jurbise qui en confie l'exploitation à l'Administration des chemins de fer de l’État belge, lesquels font appel à une autre compagnie pour prolonger cette ligne en 1865-66 en direction de Bruxelles (Hal) et Calais (Lille).
Les villages de Pipaix, Gallaix et Baugnies obtiennent la création d'un un point d'arrêt à Pipaix le 25 mars 1890. En 1894, les installations consistent en une caisse de vieille à voiture à voyageurs servant de bureau et salle d'attente et le sénateur Alphonse Stiénon du Pré réclame la création d'installations pour les voyageurs et les marchandises.
En 1896, il devient une halte et reçoit en 1912 un véritable bâtiment, de plan type 1893, modèle fort répandu en Belgique.
Face au recul du nombre de voyageurs, la SNCB décide de supprimer la plupart des gares entre Hal et Tournai, dont celle de Pipaix, avec l'instauration du plan IC-IR, le 3 juin 1984.
Les bâtiments de la gare ont été rasés à l'exception de l'abri en béton du quai 2, perdu dans la végétation,.

### Les deux bâtiments de la gare
Depuis 1912 Pipaix était dotée d'un bâtiment standard de halte de plan type 1893 avec une aile de six travées à gauche, identique à celui de la gare de Meslin-l'Évêque, adjugé simultanément et à l'arrangement inversé par rapport à ceux d'Obigies et Cambron-Casteau faisant également partie du lot. Dans le style fourni en décorations des années 1910, il arborait des briques et pierres de plusieurs couleurs en bandeaux décoratifs, des fenêtres à arcs bombés et le nom de la gare gravée sur une grande pierre aux pignons.
Auparavant, un petit édifice avait été bâti de l'autre côté du passage à niveau. Les deux ont cohabité. Ce premier bâtiment était en réalité prévu pour devenir une aile de halte type 1893 en cas d'agrandissement. Cette pratique répandue sur le réseau de l’État belge peut notamment s’observer à Sart-Moulin sur la ligne 115.
Cependant à Pipaix, l’État belge a choisi d'ignorer le premier bâtiment au moment de doter le point d'arrêt d'un véritable bâtiment de halte. À la place, ils ont construit un bâtiment complet de l'autre côté de la route.
La différence de styles entre les deux constructions, appartenant au même plan type, s'observe aisément. Le plus ancien étant dépourvu de fioritures avec une façade en brique unie et des linteaux droits en pierre.